# Ičija Kumagai
Ičija Kumagai (japonsky 熊谷 一弥, 10. září 1890 Ómuta — 16. srpna 1968 tamtéž) byl japonský tenista.
Původně se věnoval v Japonsku populárnímu soft tenisu, v roce 1913 se přeorientoval na tenis. Vystudoval Univerzitu Keio a pracoval v Mistubishi Bank, která ho vyslala do pobočky v New Yorku. V USA vyhrál turnaj Newport Casino Invitational, získal pro Japonsko zlaté medaile ve dvouhře i čtyřhře na Hrách Dálného východu v letech 1915 i 1917, v roce 1918 postoupil do semifinále US Open, kde vypadl s Billem Tildenem. Byl to nejlepší výsledek Japonce na US Open, který překonal až po 96 letech Kei Nišikori. Na olympiádě 1920 se stal historicky prvním japonským olympijským medailistou, když skončil na druhém místě ve dvouhře i ve čtyřhře, kde byl jeho spoluhráčem Sejičiro Kašio. V roce 1921 byl kapitánem daviscupového týmu Japonska, který postoupil až do finále soutěže.